# Lermoos
Lermoos es una localidad del distrito de Reutte, en el estado de Tirol, Austria, con una población estimada a principio del año 2018 de 1156 habitantes. 
Se encuentra ubicada al noroeste del estado, al oeste de la ciudad de Innsbruck —la capital del estado— y cerca de las montañas alpinas de Wetterstein y Tannheim, y de la frontera con Alemania (estado de Baviera).

## Historia
Lermoos es uno de los lugares más antiguos de Außerfern. Fue mencionado por primera vez como "Larinmos" en los años 1073-1078 en un registro del obispado de Frisinga sobre el curso de la frontera en la Tierra de Werdenfelser. Debido a su ubicación en la importante conexión a través del Fern Pass, Lermoos fue una vez económicamente significativo. Había un almacén temporal de mercancías allí alrededor de 1500, y ya en 1318 se mencionó una "nueva mina de sal", que fue reemplazada en 1678 por un nuevo edificio. Con la expansión de las rutas de tráfico sobre Arlberg, el apogeo de Lermoos llegó a su fin hasta después de la Segunda Guerra Mundial, el ascenso a la comunidad turística más importante de Ausserfern fue exitoso. Lermoos ahora tiene más de 500.000 pernoctaciones por año, que se centran principalmente en los meses de verano. Lermoos tiene una participación en el Zugspitz Arena y, con Grubigstein, su propia área de esquí, operada por Bergbahnen Langes.

## Geografía
Lermoos se encuentra en el borde occidental del paisaje de la cuenca de los Lermooser Mooses, un antiguo paisaje pantanoso a través del cual fluye el Loisach, entre los Alpes de Lechtal, los Alpes de Ammergau y las montañas del Wetterstein. El origen del nombre no está del todo claro; posiblemente podría derivarse de larin musgo ("musgo vacío, no utilizado") o también de alerce musgo. Los distritos son Gries, Obergarten, Untergarten.